# Pont de Sully
Pont de Sully er en bro, der krydser Seinen i Paris.
Det er i virkeligheden to separate broer, der bærer Boulevard Henri IV, der mødes på Îles Saint-Louis' østlige spids i Paris' 4. arrondissement. Den nordlige del af broen forbinder øen til resten af det 4. arrondissement på den højre Seinebred, mens den sydlige del forbinder øen til Boulevard Saint-Germain i det 5. arrondissement på den venstre Seinebred. Den nærmeste metrostation er Sully - Morland på den højre Seinebred.

## Historie
På beliggenheden for den nuværende bro, stod der tidligere to hængebroer for fodgængere, som er gået tabt. Den ene, Passerelle Damiette, forbandt øen til højre Seinebred og den anden, Passerelle de Constantine, forbandt øen til venstre Seinebred. Opførelsen af fodgængerbroerne blev autoriseret ved et dekret fra 18. juni 1836 til fordel for M. de Beaumont, protektoren, som kunne genindvinde sine udgifter (vurderet til 380.000 franc, ved at indkræve told. Broerne blev opført af ingeniør Surville og åbnet i januar 1838. Passerelle Damiette blev ødelagt i Februarrevolutionen i 1848, mens Passerelle de Constantine kollapsede i 1872 på grund af korrosion på dens kabler.
Den nuværende bro blev opført i 1876 som en del af Haussmanns transformation af Paris; den åbnede den 25. august 1877. Broen er navngivet efter Maximilien de Béthune, hertug af Sully, (1560 - 1641) og premierminister for Henrik 4. af Frankrig. Den var udført af ingeniørerne Paul Vaudrey og Gustave Brosselin. De satte broen sådan, at den krydser Seinen med en vinkel på 45 grader for at give den bedste udsigt over quias'erne på Île Saint-Louis og Notre Dame de Paris. Den sydlige del består af tre buer i støbejern, mens den nordlige del, over flodens smallere arm, består af en central bue med et spænd på 42 mener udført i støbejern og to buer i musten med et spænd på hver 15 meter.
- Fodgængerbroens kollaps, 1872
- Den sydlige del set fra vest
- Den nordlige del set fra vest

## Eksterne Links
- Wikimedia Commons har flere filer relateret til Pont de Sully
- Sully Bridge (I) at Structurae — Left Bank bridge
- Sully Bridge (II) at Structurae — Right Bank bridge

48°51′00″N 2°21′33″Ø / 48.85°N 2.3592°Ø